# Árbol de la vida (biología)

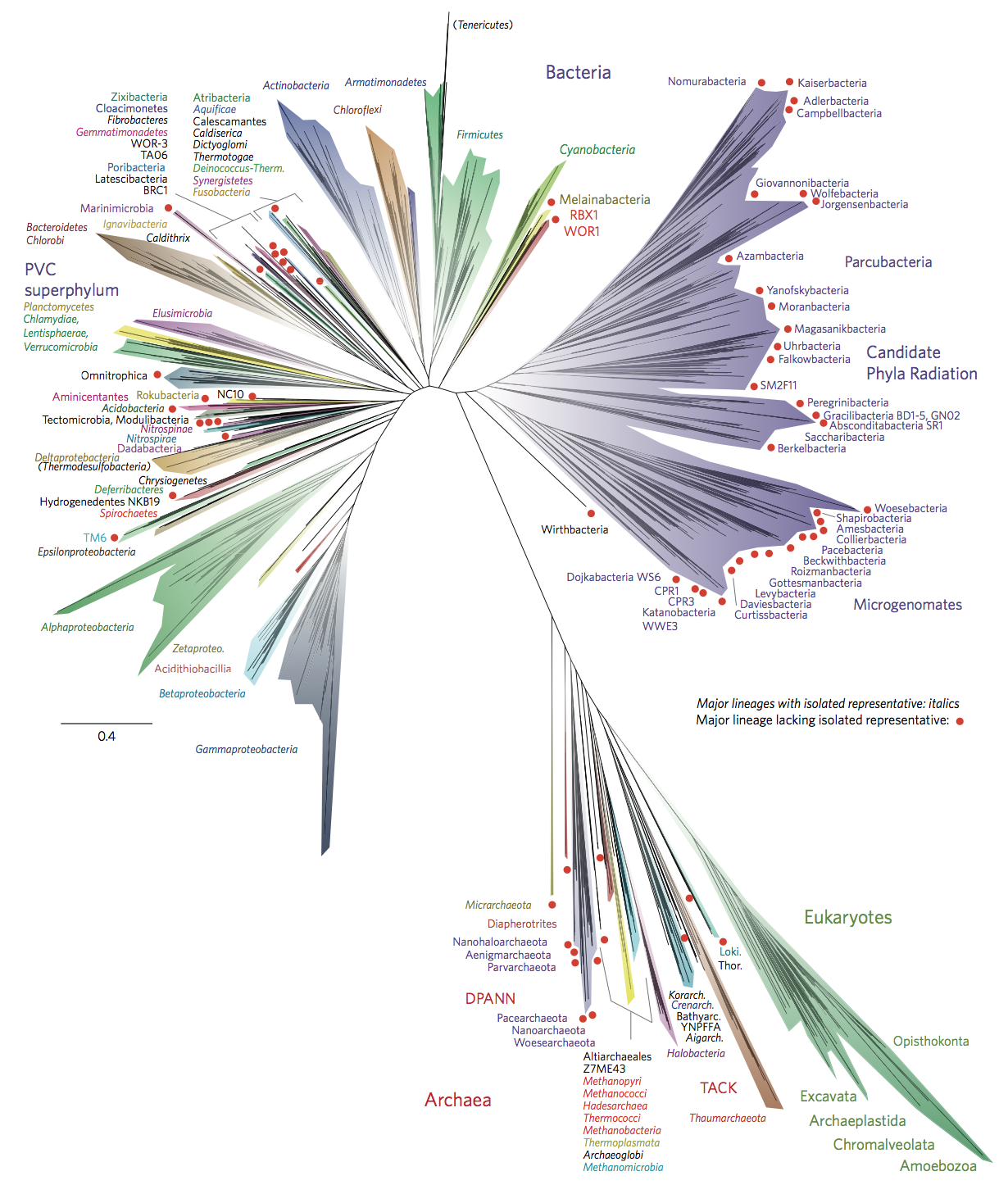
Una representación (metagenómica) de 2016 del árbol de la vida utilizando secuencias de proteínas ribosómicas

El árbol de la vida o árbol universal de la vida es una metáfora, modelo y herramienta de investigación que se utiliza para explorar la evolución de la vida y describir las relaciones entre organismos, tanto vivos como extintos, como se describe en un famoso pasaje de El origen de las especies (1859) de Charles Darwin:
Las afinidades de todos los seres de la misma clase a veces han sido representadas por un gran árbol. Creo que este símil dice en gran medida la verdad.
Los diagramas de árboles se originaron en la época medieval para representar relaciones genealógicas. Los diagramas de árboles filogenéticos en el sentido evolutivo se remontan a mediados del siglo XIX. 
El término filogenia para las relaciones evolutivas de las especies a través del tiempo fue acuñado por Ernst Haeckel, quien fue más lejos que Darwin al proponer historias filogénicas de la vida. En el uso contemporáneo, árbol de la vida se refiere a la compilación de bases de datos filogenéticas integrales enraizadas en el último antepasado común universal de la vida en la Tierra. El Open Tree of Life, publicado por primera vez en septiembre de 2015, es un proyecto para compilar una base de datos de este tipo para el acceso público gratuito. 

## Árboles tempranos en clasificación natural

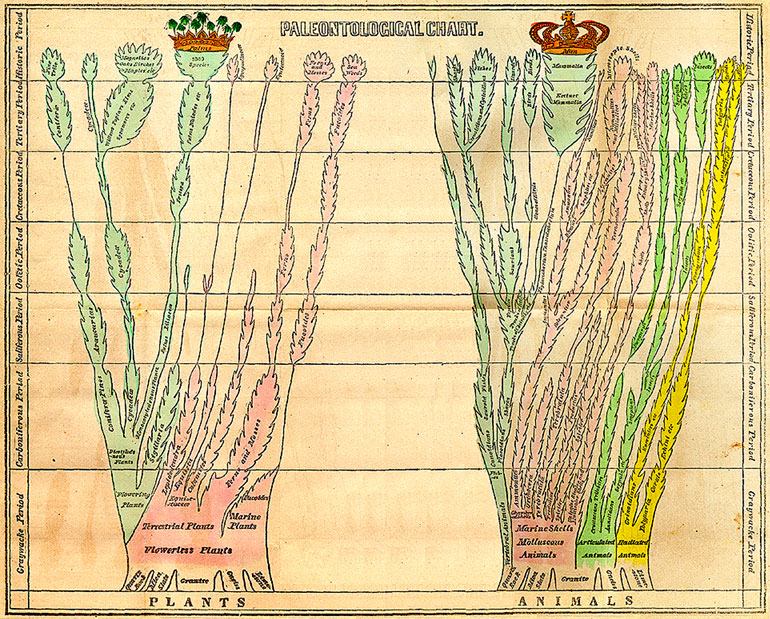
Cuadro paleontológico desplegable de Edward Hitchcock en 'Geología elemental' (1840)

Aunque los diagramas en forma de árbol se han utilizado durante mucho tiempo para organizar el conocimiento, y aunque los diagramas de ramificación conocidos como claves eran omnipresentes en la historia natural del siglo XVIII, parece que el primer diagrama de árbol del orden natural fue el "Arbre botanique" (Árbol botánico) del maestro de escuela francés y sacerdote católico Augustin Augier, publicado por primera vez en 1801. Sin embargo, aunque Augier discutió su árbol en términos claramente genealógicos, y aunque su diseño imitaba claramente las convenciones visuales de un árbol genealógico contemporáneo, no incluía ningún aspecto evolutivo o temporal. De acuerdo con la vocación sacerdotal de Augier, el Árbol Botánico mostraba más bien el orden perfecto de la naturaleza instituido por Dios en el momento de la Creación.
En 1809, Jean-Baptiste Lamarck (1744–1829), que conocía el "Árbol botánico" de Augier, incluyó un diagrama de ramificación de especies animales en su Philosophie zoologique. Sin embargo, a diferencia de Augier, Lamarck no discutió su diagrama en términos de genealogía o árbol, sino que lo nombró tableau ("tabla"). Lamarck creía en la transmutación de las formas de vida, pero no creía en la descendencia común; en cambio, creía que la vida se desarrollaba en linajes paralelos que avanzaban de más simple a más complejo.
En 1804, el geólogo estadounidense Edward Hitchcock (1793–1864) publicó la primera tabla de paleontología con forma de árbol en su Elementary Geology. En el eje vertical se encuentran los períodos paleontológicos. Hitchcock hizo un árbol separado para plantas (izquierda) y animales (derecha). Los árboles de plantas y de animales no están conectados en la parte inferior del gráfico. Además, cada árbol comienza con múltiples orígenes. El árbol de Hitchcock era más realista que el árbol teórico de Darwin de 1859, porque Hitchcock usó nombres reales en sus árboles. También es cierto que los árboles de Hitchcock eran árboles ramificados. Sin embargo, no eran árboles evolutivos, porque Hitchcock creía que una deidad era el agente del cambio. Esa fue una diferencia importante con Darwin. 
La primera edición de Vestigios de la historia natural de la creación de Robert Chambers, que se publicó de forma anónima en 1844 en Inglaterra, contenía un diagrama en forma de árbol en el capítulo "Hipótesis del desarrollo de los reinos vegetal y animal". Muestra un modelo de desarrollo embriológico donde peces (F), reptiles (R) y aves (B) representan ramas de un camino que conduce a los mamíferos (M). En el texto, esta idea de árbol ramificado se aplica tentativamente a la historia de la vida en la tierra: "puede haber ramificaciones", pero el diagrama de ramificaciones no se muestra nuevamente específicamente para este propósito. Sin embargo, la imagen de un árbol ramificado fácilmente podría haber inspirado a otros a usarlo explícitamente como una representación de la historia de la vida en la tierra. 
En 1858, un año antes del Origen de Darwin, el paleontólogo Heinrich Georg Bronn (1800–1862) publicó un árbol hipotético etiquetado con letras. Aunque no es un creacionista, Bronn no propuso un mecanismo de cambio.

## Teoría

### Darwin

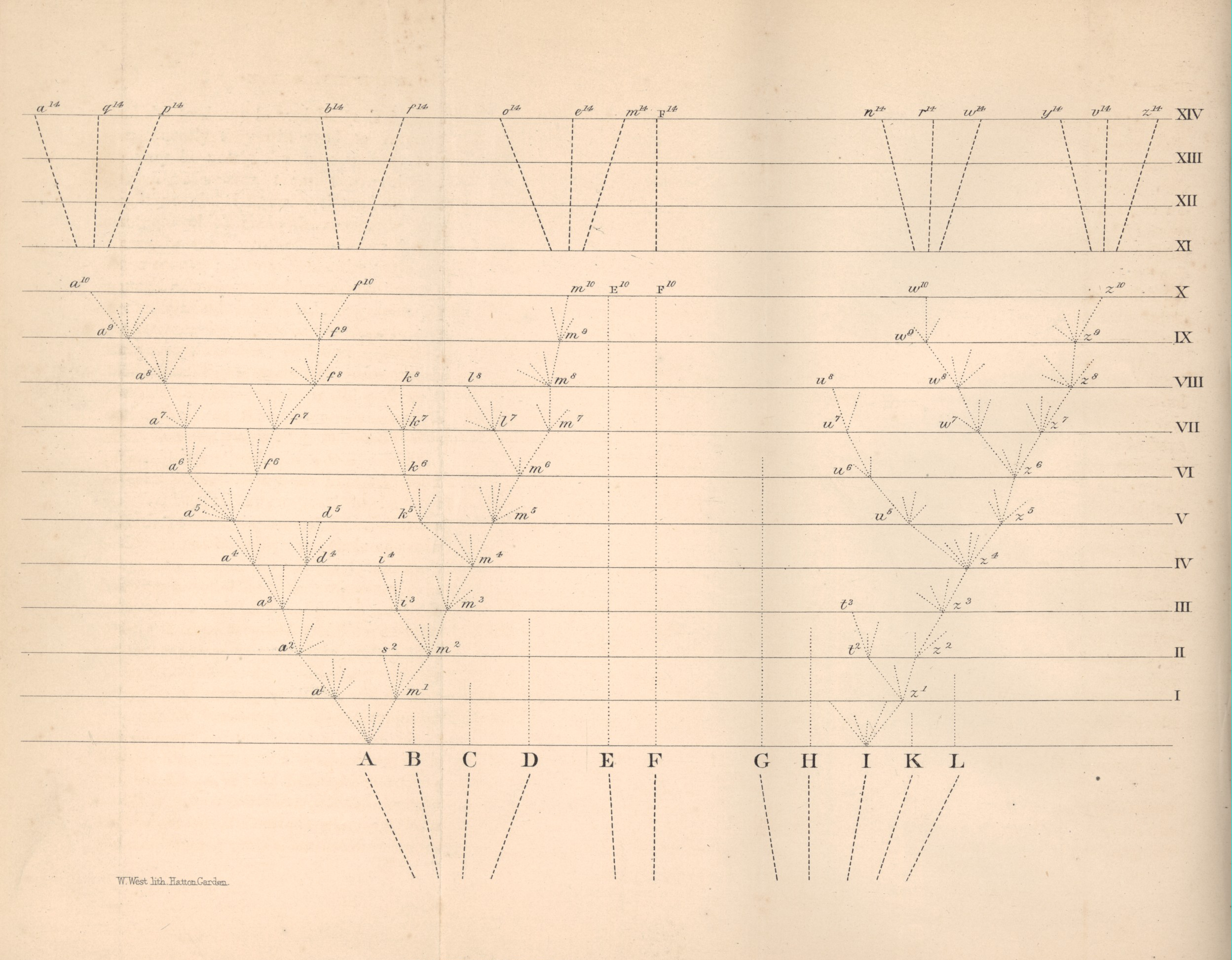
El árbol de la vida de la imagen que apareció en El origen de las especies, de Darwin, 1859. Era la única ilustración del libro.

Charles Darwin (1809-1882) utilizó la metáfora de un "árbol de la vida" para conceptualizar su teoría de la evolución. En El origen de las especies (1859) presentó un diagrama abstracto de un árbol teórico de la vida para especies de un gran género sin nombre. En la línea de base horizontal, las especies hipotéticas dentro de este género están etiquetadas {\displaystyle A} - {\displaystyle L} y están espaciadas irregularmente para indicar qué tan distintas son entre sí, y están por encima de las líneas discontinuas en varios ángulos, lo que sugiere que han divergido de uno o más ancestros comunes. En el eje vertical, las divisiones etiquetadas I - XIV representan cada una mil generaciones. A partir de {\displaystyle A}, las líneas divergentes muestran descendencia ramificada que produce nuevas variedades, algunas de las cuales se extinguen, de modo que después de diez mil generaciones, los descendientes de {\displaystyle A} se han convertido en nuevas variedades distintas o incluso en las subespecies {\displaystyle a^{10}}, {\displaystyle f^{10}} y {\displaystyle m^{10}}. De manera similar, los descendientes de {\displaystyle I} se han diversificado para convertirse en las nuevas variedades {\displaystyle w^{10}} y {\displaystyle z^{10}}. El proceso se extrapola para otras cuatro mil generaciones, de modo que los descendientes de {\displaystyle A} e {\displaystyle I} se convierten en catorce nuevas especies etiquetadas de {\displaystyle a^{14}} a {\displaystyle z^{14}}. Mientras que {\displaystyle F} ha continuado durante catorce mil generaciones relativamente sin cambios, las especies B, C, D, E, G, H, K y L se han extinguido. En las propias palabras de Darwin: 
Así, las pequeñas diferencias que distinguen a las variedades de la misma especie tenderán a aumentar constantemente hasta llegar a igualar las mayores diferencias entre las especies del mismo género, o incluso de distintos géneros. 
Este es un patrón de ramificación sin nombres dados a las especies, a diferencia del árbol más lineal que Ernst Haeckel hizo años más tarde que incluye los nombres de las especies y muestra un desarrollo más lineal de especies "inferiores" a "superiores". En su resumen de la sección, Darwin expresó su concepto en términos de la metáfora del árbol de la vida:

Las afinidades de todos los seres de la misma clase a veces han sido representadas por un gran árbol. Creo que este símil dice en gran medida la verdad. Las ramitas verdes y en ciernes pueden representar especies existentes; y las producidas durante cada año anterior pueden representar la larga sucesión de especies extintas. En cada período de crecimiento, todas las ramitas en crecimiento han tratado de ramificarse por todos lados, y sobrepasar y matar las ramitas y ramas circundantes, de la misma manera que especies y grupos de especies han tratado de dominar otras especies en la gran batalla por vida. Las ramas divididas en grandes ramas, y estas en ramas menores y menores, fueron ellos mismos una vez, cuando el árbol era pequeño, ramitas en flor; y esta conexión de las yemas anteriores y actuales por ramas ramificadas bien puede representar la clasificación de todas las especies extintas y vivas en grupos subordinados a grupos. De las muchas ramitas que florecieron cuando el árbol era un mero arbusto, solo dos o tres, que ahora han crecido hasta convertirse en grandes ramas, sobreviven y llevan todas las demás ramas; así que con las especies que vivieron durante períodos geológicos pasados, muy pocas ahora tienen descendientes vivos y modificados. Desde el primer crecimiento del árbol, muchas ramas y ramas se han descompuesto y caído; y estas ramas perdidas de varios tamaños pueden representar aquellos órdenes, familias y géneros completos que ahora no tienen representantes vivos, y que solo conocemos por haber sido encontrados en estado fósil. Como aquí y allá vemos una rama delgada y desordenada que brota de una bifurcación en la parte baja de un árbol, y que por casualidad ha sido favorecida y todavía está viva en su cima, de vez en cuando vemos un animal como el  Ornithorhynchus o  Lepidosiren, que en cierto grado conecta por sus afinidades dos grandes ramas de la vida, y que aparentemente se ha salvado de una competencia fatal habiendo habitado una  estación protegida. Así como las yemas dan lugar al crecimiento de yemas frescas, y estas, si son vigorosas, se ramifican y rebasan por todos lados muchas ramas más débiles, así por generación creo que ha sido con el gran Árbol de la Vida, que llena con sus ramas muertas y quebradas la corteza de la tierra, y cubre la superficie con sus ramificaciones siempre ramificadas y hermosas.
Darwin, 1859.

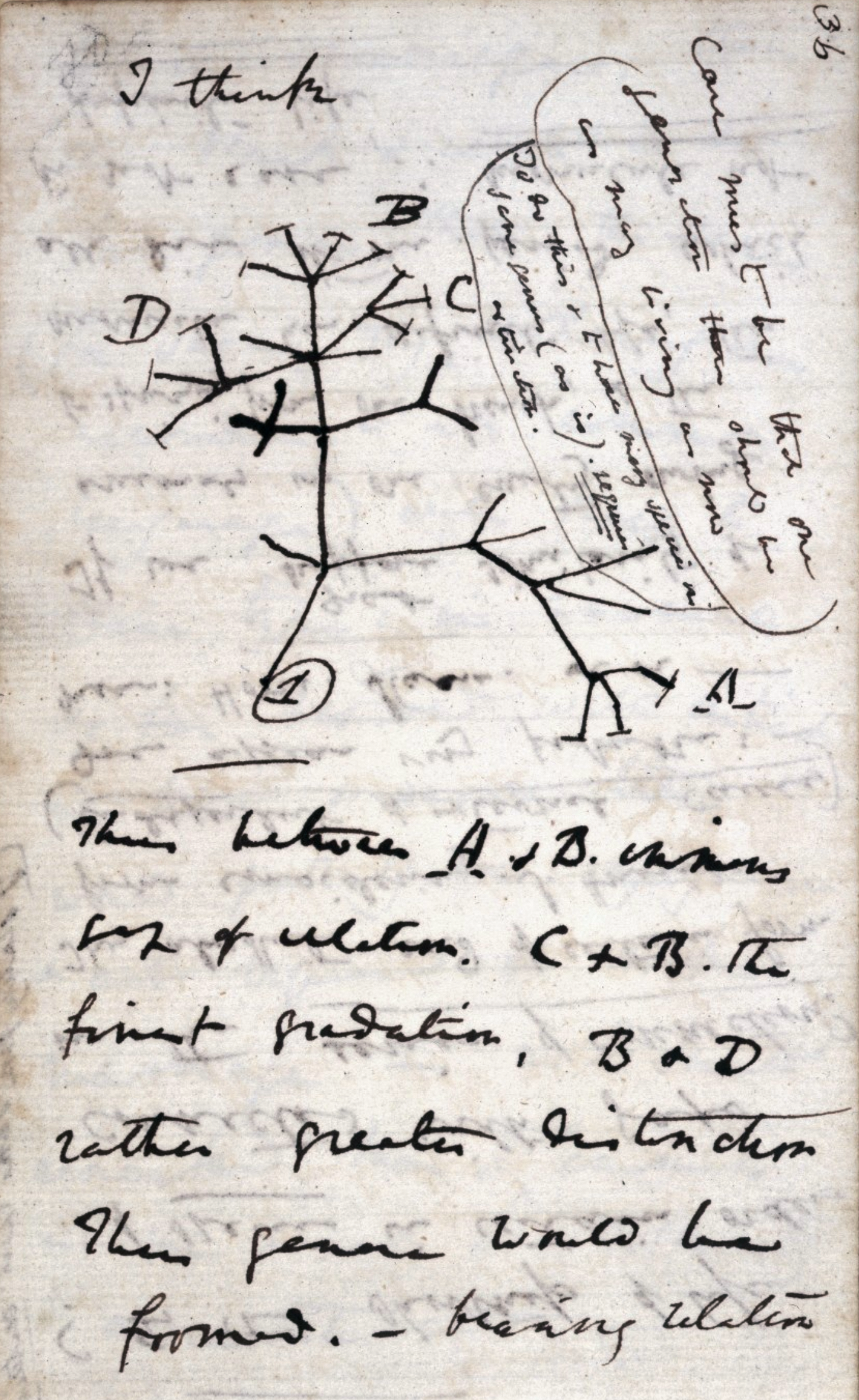
Página de los cuadernos de Darwin alrededor de julio de 1837, que muestra su primer boceto de un árbol evolutivo, con las palabras "Creo" en la parte superior.

El significado y la importancia del uso de Darwin de la metáfora del árbol de la vida han sido ampliamente discutidos por científicos y académicos. Stephen Jay Gould, por ejemplo, ha argumentado que Darwin colocó el famoso pasaje citado anteriormente "en un punto crucial de su texto", donde marcó la conclusión de su argumento a favor de la selección natural, ilustrando tanto la interconexión por descendencia de organismos como su éxito y fracaso en la historia de la vida. David Penny ha escrito que Darwin no usó el árbol de la vida para describir la relación entre grupos de organismos, sino para sugerir que, al igual que con las ramas de un árbol vivo, los linajes de especies compitieron y se suplantaron entre sí. Petter Hellström ha argumentado que Darwin nombró conscientemente a su árbol con el nombre del árbol bíblico de la vida, como se describe en el Génesis, relacionando así su teoría con su tradición religiosa.

### Haeckel

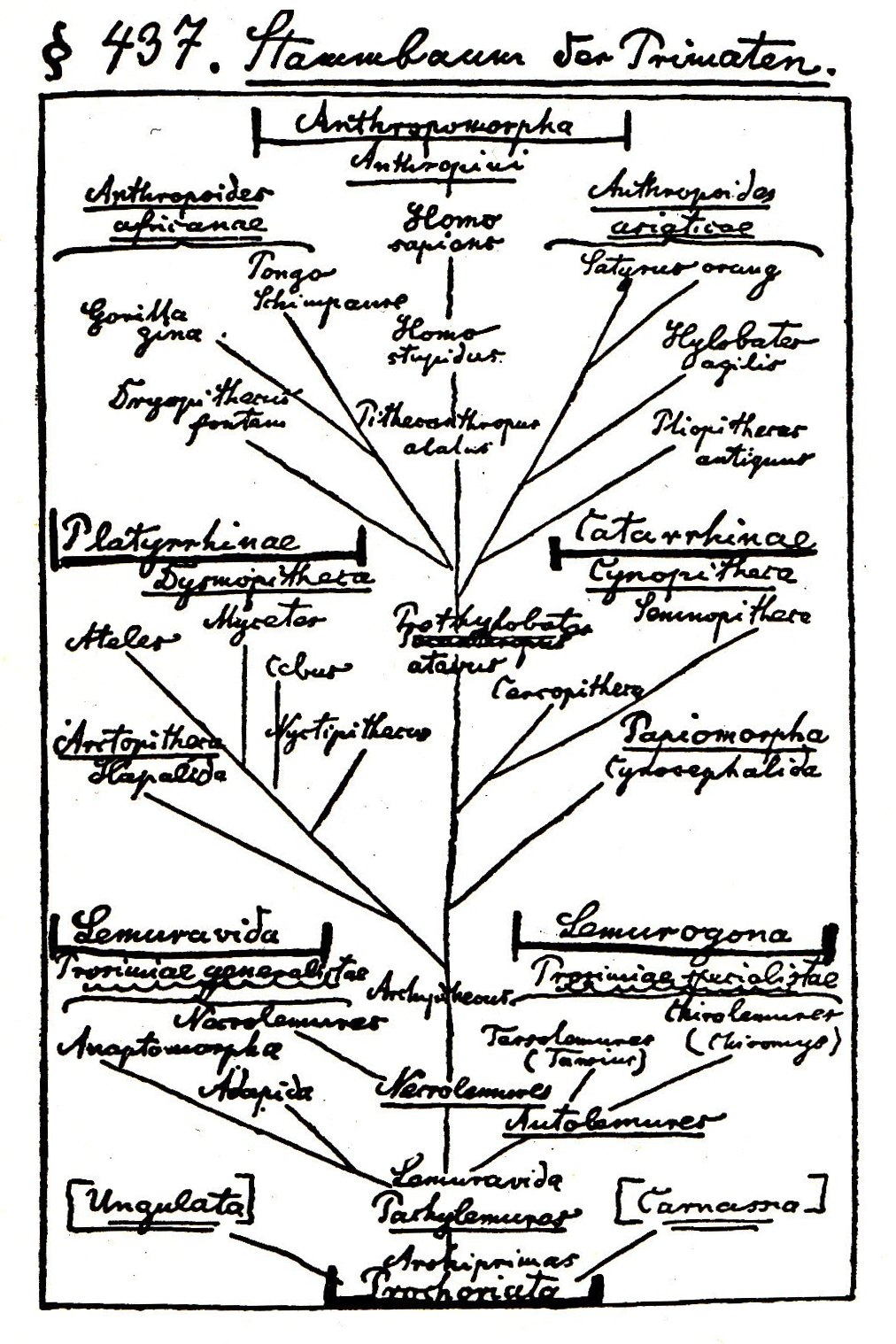
Stammbaum der Primaten (1860) de Haeckel
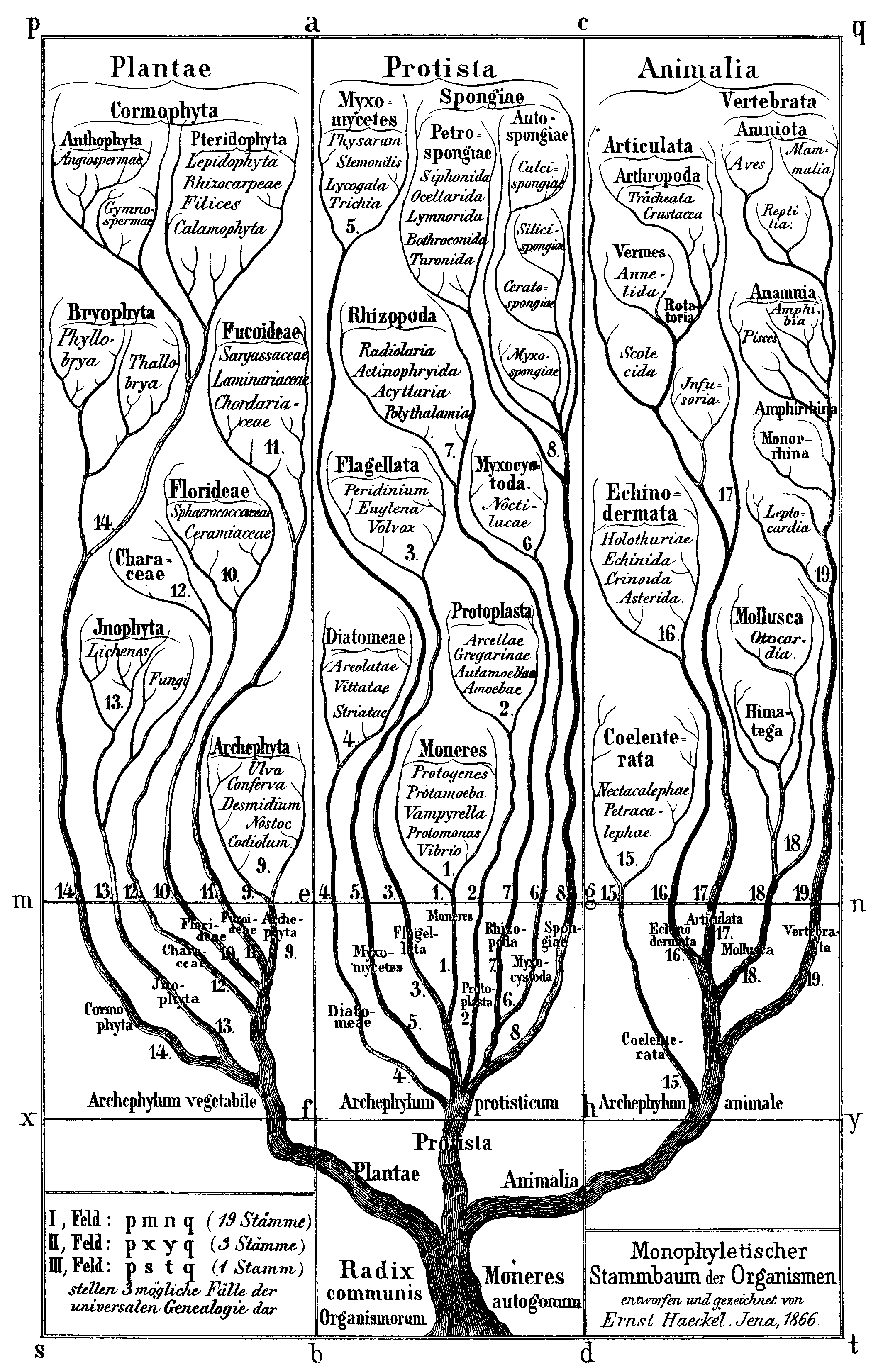
El árbol de la vida de Haeckel en Generelle Morphologie der Organismen (1866)
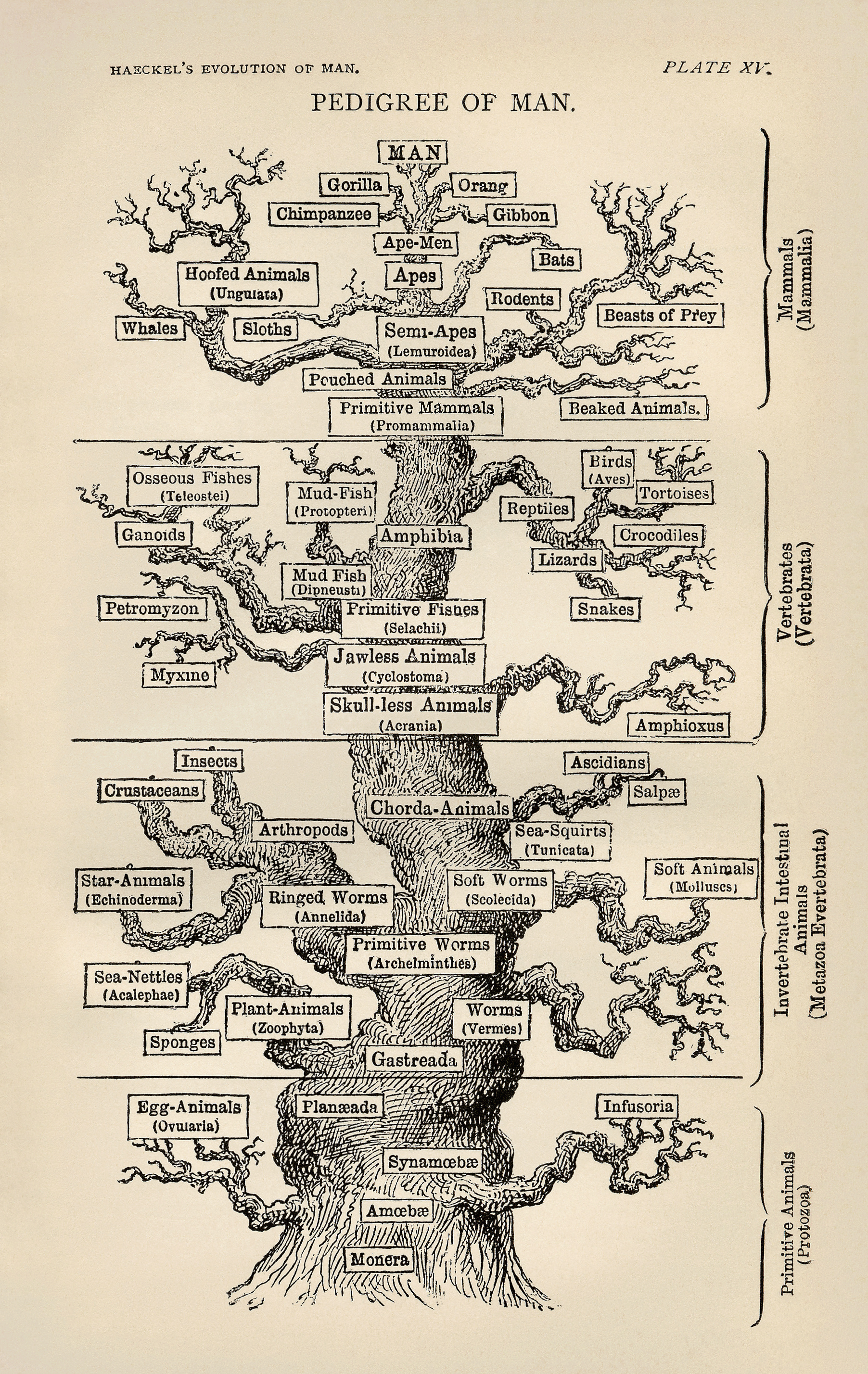
El árbol de la vida visto por Haeckel en La evolución del hombre (1879)

Ernst Haeckel (1834-1919) construyó varios árboles de vida. Su primer boceto (en la década de 1860) de su famoso árbol de la vida muestra a "Pithecanthropus alalus" como el antepasado del Homo sapiens. Su árbol de la vida de 1866 de Generelle Morphologie der Organismen muestra tres reinos: Plantae, Protista y Animalia. Su 'Pedigree of Man' de 1879 se publicó en The Evolution of Man.

## Uso contemporáneo
En 1990, Carl Woese, Otto Kandler y Mark Wheelis propusieron un "árbol de la vida" que constaba de tres líneas de descendencia para las que introdujeron el término dominio como el rango más alto de clasificación. También sugirieron los términos bacterias, arqueas y eucariotas para los tres dominios.
 

El modelo de un árbol todavía se considera válido para las formas de vida eucariotas. En 2010, una investigación sobre las primeras ramas del árbol eucariota ha sugerido un árbol con cuatro o dos supergrupos. Todavía no parece haber consenso; en un artículo de revisión, se concluyó que: 
"...con el ritmo actual de cambio en nuestra comprensión del árbol de la vida eucariota, debemos proceder con cautela".
En 2015, se publicó el primer borrador del Open Tree of Life, en el que la información de casi 500 árboles publicados anteriormente se combinó en una única base de datos en línea, que se puede navegar y descargar de forma gratuita.
En 2016, se publicó un nuevo árbol de la vida, que resume la evolución de todas las formas de vida conocidas, que ilustra los últimos hallazgos genéticos de que las ramas estaban compuestas principalmente por bacterias. El nuevo estudio incorporó más de mil bacterias y arqueas recién descubiertas.

## Transferencia horizontal de genes

El diagrama de 2008 de David Hillis del árbol de la vida, basado en genomas completamente secuenciados

La transferencia horizontal de genes (TGH) es un proceso por el cual los organismos pueden intercambiar genes con otros organismos no estrechamente emparentados, lo que puede tener consecuencias en la reconstrucción del árbol de la vida. Esta última se considera una fuerza dominante de la evolución procariota, junto con la pérdida de material genético resultante de la contracción del genoma. Los elementos genéticos móviles (plásmidos, virus, transposones y otros) que sirven como vehículos y que están en constante intercambio con los cromosomas, la recombinación, la pérdida de genes, la duplicación y la creación de genes son algunos de los procesos mediante los cuales los genes pueden transferirse dentro y entre especies de procariotas (bacterias y arqueas), lo que provoca una variación que no se debe a la transferencia vertical.
Existe evidencia emergente de transferencia horizontal de genes dentro de los procariotas en el ámbito uni y pluricelular, por lo que el árbol de la vida no explica toda la complejidad de la situación en los procariotas.
En la evolución eucariota se considera rara, pero su existencia está demostrada, algunos ejemplos de transferencia horizontal son entre eucariotas y bacterias, entre diferentes especies de plantas, etc. Según algunas estimaciones el 10% de los genes de los rotíferos bdelloideos está compuesto por genes provenientes de hongos, plantas y otros animales.

## Otras lecturas
- Darwin, Charles (1859), On the Origin of Species by Means of Natural Selection, or the Preservation of Favoured Races in the Struggle for Life (1st edición), London: John Murray, ISBN 978-1-4353-9386-8.
- Darwin, Charles (1872), «The Origin of Species by Means of Natural Selection, or the Preservation of Favoured Races in the Struggle for Life», Nature (6th edición) (London: John Murray) 5 (121): 318-319, Bibcode:1872Natur...5..318B, ISBN 978-1-4353-9386-8, doi:10.1038/005318a0.
- Doolittle, W. F.; Bapteste, E. (2007). «Inaugural Article: Pattern pluralism and the Tree of Life hypothesis». Proceedings of the National Academy of Sciences 104 (7): 2043-2049. Bibcode:2007PNAS..104.2043D. PMC 1892968. PMID 17261804. doi:10.1073/pnas.0610699104.
- Vargas, P. y Zardoya, R. (eds.) (2013). El árbol de la vida: sistemática y evolución de los seres vivos. Madrid: Rafael Zardoya San Sebastián. p. 597. ISBN 978-84-615-9740-6.